# Vídua de Togo
La vídua de Togo (Vidua togoensis) és un ocell de la família dels viduids (Viduidae).

## Hàbitat i distribució
Viu a les sabanes de Sierra Leone, Costa d'Ivori, Ghana i Togo.